# Fremdingen

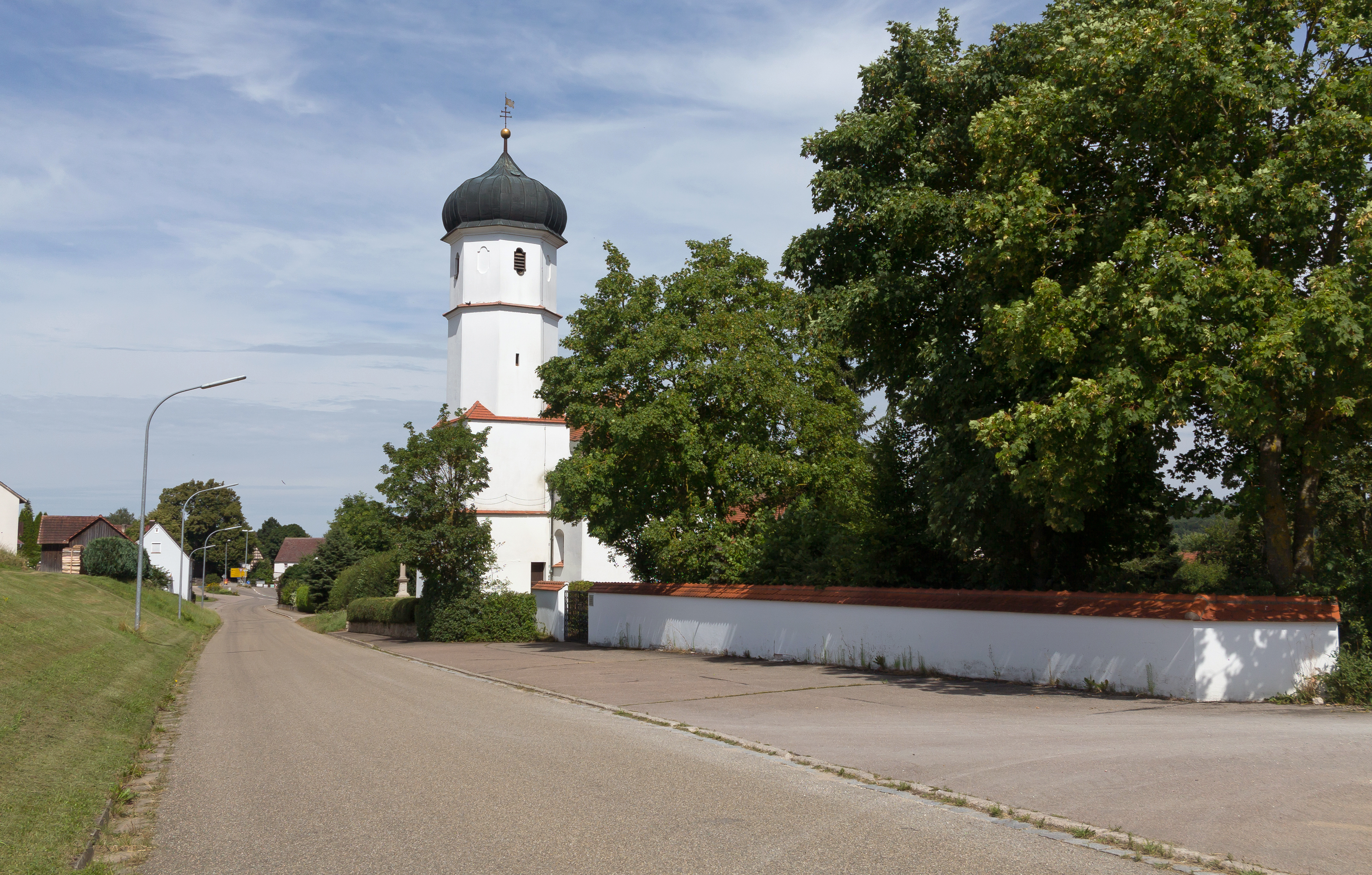
Fremdingen, kapel Sankt Leonhard

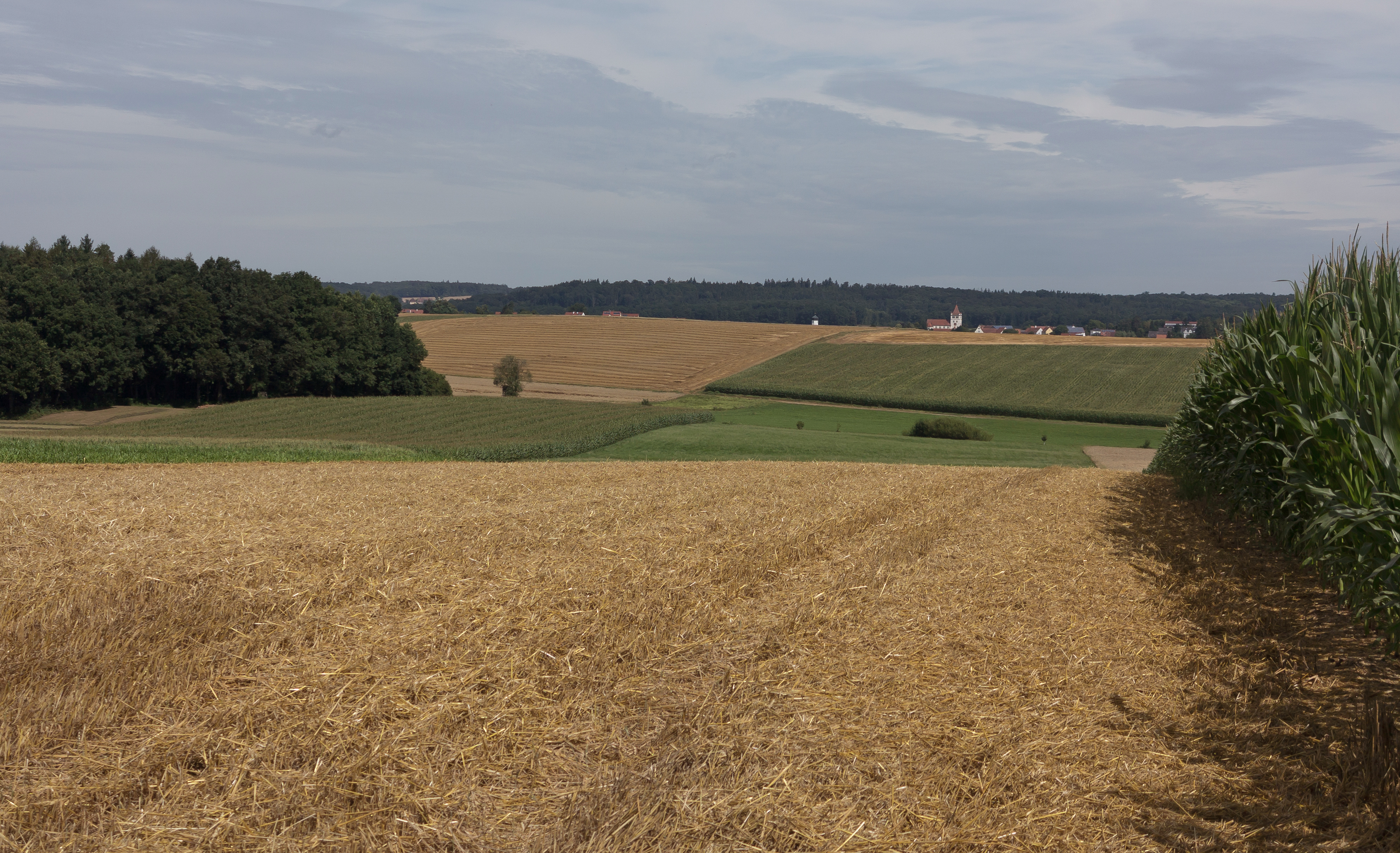
panorama tussen Fremdingen en Minderoffingen

Fremdingen is een gemeente in de Duitse deelstaat Beieren, en maakt deel uit van het Landkreis Donau-Ries.
Fremdingen telt 2.115 inwoners.
Alerheim ·
Amerdingen ·
Asbach-Bäumenheim ·
Auhausen ·
Buchdorf ·
Daiting ·
Deiningen ·
Donauwörth ·
Ederheim ·
Ehingen am Ries ·
Forheim ·
Fremdingen ·
Fünfstetten ·
Genderkingen ·
Hainsfarth ·
Harburg ·
Hohenaltheim ·
Holzheim ·
Huisheim ·
Kaisheim ·
Maihingen ·
Marktoffingen ·
Marxheim ·
Megesheim ·
Mertingen ·
Mönchsdeggingen ·
Monheim ·
Möttingen ·
Munningen ·
Münster ·
Niederschönenfeld ·
Nördlingen ·
Oberndorf am Lech ·
Oettingen in Bayern ·
Otting ·
Rain ·
Reimlingen ·
Rögling ·
Tagmersheim ·
Tapfheim ·
Wallerstein ·
Wechingen ·
Wemding ·
Wolferstadt